# 懷托摩洞穴

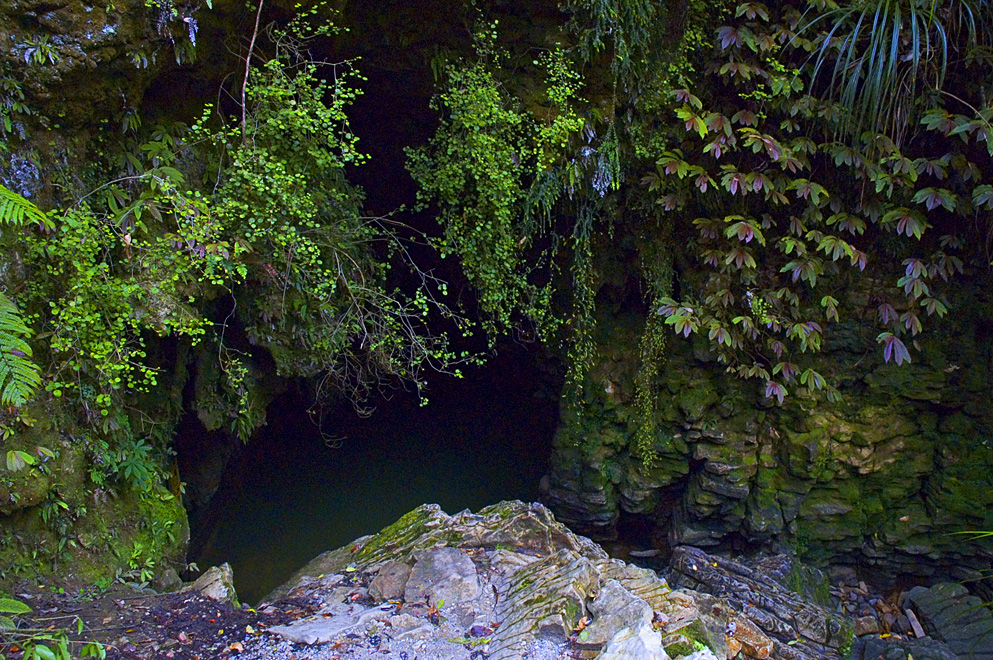
螢火蟲洞的入口

懷托摩洞穴（Waitomo Caves），是紐西蘭的一個村落名稱，也是該村落內一系列洞穴的統稱。懷托摩洞穴位於北島的懷卡托區域，約在堤克優堤西北方12公里處。雖然有許多從事旅遊服務的臨時工作者居住此地，懷托摩洞穴村落規模依然很小。地名原文來自毛利語：「wai」意指「水」，「tomo」意指「坑洞」，合起來可以解釋為「水穿過洞穴」。這些洞穴的歷史約有200萬年。
主要的洞穴有懷托摩螢火蟲洞、魯阿庫里洞、阿拉努伊洞及嘉德納地道。其中懷托摩螢火蟲洞是真菌蚋棲息的地下洞穴，也是著名的旅遊景點之一，每年吸引許多當地和國外旅客前往。